# Убити Ив
Убити Ив (енгл. Killing Eve) британски је шпијунски трилер који продуцира Sid Gentle Films за BBC America и BBC Three. Серија прати Ив Поластри (Сандра Оу), истражитељку британске обавештајне службе која је задужена за хватање убице, Виланел (Џоди Комер). Како потера напредује, њих две развијају међусобну опсесију. Темељи се на серији романа Виланел Лука Џенингса, а сваку сезону предводи различита сценаристкиња. Главна сценаристкиња прве сезоне била је Фиби Волер-Бриџ, друге Емералд Фенел, треће Сузана Хиткот, а четврте и финалне сезоне Лора Нил.
Премијера серије била је 8. априла 2018. на каналу BBC America, а 15. септембра 2018. на каналу BBC Three. Српска премијера серије била је 9. априла 2018. на услузи стриминга HBO Go, а 8. марта 2022. објављена је на услузи HBO Max.
Прве две сезоне добиле су похвале критичара, док су друге све добиле више помешаних критика. Серија је током емитовања бивала све гледанија и освојила је бројне награде, укључујући Телевизијску награду БАФТА за најбољу драмску серију. Оуова и Комерова су добиле позитивне критике за своје изведбе, док су обе освојиле награде за најбољу глумицу, као и Фиона Шо која је освојила награду за најбољу споредну глумицу.

## Радња
Ив је докона радница безбедносне службе, веома бритког ума. Виланел је елегантна и талентована за убијање. Ове две изузетно интелигентне жене, подједнако опседнуте једна другом, сукобљавају се у епској игри мачке и миша.

## Улоге

### Главне
- Сандра Оу као Ив Поластри
- Џоди Комер као Оксана Астанкова / Виланел
- Фиона Шо као Керлин Мартенс
- Ким Боднија као Контстантин Васиљев
- Овен Макдонел као Нико Поластри
- Шон Делејни као Кенет „Кени” Стоутон
- Дарен Бојд као Френк Хејлтон
- Дејвид Хејг као Бил Паргрејв
- Кирби Хауел-Батист као Елена Фелтон
- Нина Сосанја као Џес
- Едвард Блумел као Хјуго Тилер
- Ејдријан Скарборо као Рејмонд
- Рај Бајај као Мо Џафари
- Тарлоу Конвери као Бер
- Стив Пембертон као Пол
- Дени Сапани као Џејми
- Харијет Волтер као Даша Дузран
- Џема Велан као Џералдина
- Камиј Котен као Елен
- Анџана Васан као Пам
- Роберт Гилберт као Јусуф
- Лоренс Поса као Влад
- Адил Актар као Мартин

### Споредне
- Јули Лагодински као Ирина
- Сонија Елиман мадам Татевин
- Сузан Линч као Ана
- Оливија Рос као Надија
- Били Метјуз као Доминик Волански
- Шенон Тарбет као Амбер Пил
- Ема Пирсон као Џема
- Јунг Сун ден Холандер као Јин / Дух
- Ајула Смарт као Одри
- Александра Роуч као Ријан
- Стив Орам као Фил
- Зиндзи Хадсон као Меј
- Манприт Бачу као Елиот
- Анјастасија Мелехес као Клои

### Гостујуће
- Ремо Ђироне као Чезаре Греко
- Чарли Хамблет као Себастијан
- Едвард Акрут као Дијего
- Џулијан Барат као Џулијан
- Зои Вонамејкер као Хелен Џејкобсен
- Доминик Мафам као Чарлс Кругер
- Ребека Сејр као Брета Кругер
- Евгенија Додина Татјана
- Предраг Бјелац као Григориј

## Епизоде
| Сезона | Сезона | Епизоде | Оригинално емитовање | Оригинално емитовање | Оригинални емитер | Српско емитовање | Српско емитовање | Српски емитер |
| Сезона | Сезона | Епизоде | Премијера            | Финале               | Оригинални емитер | Премијера        | Финале           | Српски емитер |
| ------ | ------ | ------- | -------------------- | -------------------- | ----------------- | ---------------- | ---------------- | ------------- |
|        | 1.     | 8       | 8. април 2018.       | 27. мај 2018.        |                   | 9. април 2018.   | 28. мај 2018.    |               |
|        | 2.     | 8       | 7. април 2019.       | 26. мај 2019.        | 8. април 2019.    | 27. мај 2019.    |                  |               |
|        | 3.     | 8       | 12. април 2020.      | 31. мај 2020.        | 13. април 2020.   | 1. јун 2020.     |                  |               |
|        | 4.     | 8       | 27. фебруар 2022.    | 17. април 2022.      | 28. фебруар 2022. | 18. април 2022.  | /                |               |